# Meche Solaeche
María de las Mercedes Solaeche Bilbao (1 de diciembre de 1942) es una actriz y presentadora de televisión peruana de ascendencia española.

## Biografía
Hija de los vascos Alejandro Solaeche y Adela Bilbao, quienes debido a la guerra civil española emigraron a Londres y luego a República Dominicana. Mercedes nació en Lima en 1942 en una visita que sus padres hicieron a la capital peruana.
Realizó sus estudios de primaria y secundaria en el colegio La Sagrada Familia. Luego estudió Secretariado.
Trabajó como auxiliar de enfermería en el Ministerio de Salud a la par su ingreso a la televisión.
Ingresó a trabajar a Panamericana Televisión, canal en el cual participaba de comerciales y a la par estudió teatro en la Asociación de Artistas Aficionados con Ricardo Blume, Sebastián Salazar Bondy, Alejandro Miró Quesada Garland, entre otros.
Trabajó en las telenovelas Simplemente María y Natacha, producidas por Panamericana Televisión.
En septiembre de 1968 Solaeche intentó suicidarse con fármacos en las instalaciones del canal en donde trabajaba tras el programa dominical.  Fue encontrada al día siguiente por la actriz Patricia Aspíllaga y fue trasladada al Hospital Rebagliati, luego fue internada en el Hospital Militar por tres meses y por último llevada a Puerto Rico para su recuperación.
Debutó en el teatro con la obra La doncella es peligrosa en 1972
Desde 1977 condujo el programa magazine La mujer en el mundo de Panamericana Televisión. El programa duró hasta 1979. Solaeche trató temas dedicados a las amas de casa como consejos de cocina y salud; sin embargo, también tuvo temas políticos e invitó a candidatas para la Asamblea Constituyente de 1978. Una entrevista de Solaeche con el líder aprista Víctor Raúl Haya de la Torre fue censurada por la entonces Oficina Central de Información del gobierno militar.
En las Elecciones Municipales de Lima de 1980 postuló para ser alcaldesa del distrito de Lince por el Partido Aprista Peruano. Solaeche alcanzó el segundo lugar con el 23.5% de los votos.
En junio de 1994 empezó a conducir el programa Utilísimas junto a Camucha Negrete, Carmen Velasco y Mirtha Vergara. El programa era producido por América Televisión para horario matinal y estaba enfocado en las amas de casa.
Solaeche fundó una Escuela de Estética Integral.
En 1999 participó en la telenovela María Emilia, querida, producida por José Enrique Crousillat para América Televisión.
En 2003 fue parte de la telenovela Luciana y Nicolás, también de América Televisión.

## Carrera

### Programas
- Scala regala (1960)
- Casino Philips (1960)
- Olimpia pregunta (1962)
- Domingo Gigante (1963-1968)
- A Media Tarde (1976) Presentadora
- La mujer en el mundo (1977-1979) Presentadora
- De tú a tú (1992) Presentadora
- Ellas (1994) Presentadora
- Utilísima (1994-1999) Presentadora
- Mujer Casos de la Vida Real edición Perú (1995 - 1996) Presentadora

### Telenovelas
- Simplemente María (1969-1970)
- Natacha (1970-1971)
- María Emilia, querida (1999-2000) como Hortensia González de Briceño
- Luciana y Nicolás (2003-2004) como Esperanza Garcés

### Teatro
- La doncella es peligrosa (1972)
- El amor de los unos y los otros (1975)
- Tres mujeres para él (1977)
- El último de los amantes ardientes (1989)
- ¿Quién teme a Virginia Woolf?
- Un Don Juan en el infierno (1990)
- Brujas (1993)
- Pijamas (1995)
- El matrimonio perjudica seriamente la salud (1999)
- Los chismes de las mujeres (2000)
- Monólogos de la vagina (2001)
- Brujas (2003)
- Matrimonio.com (2004)